# Саллі (фільм, 1929)
Саллі (англ. Sally) — американський мюзикл режисера Джона Френсіса Діллона 1929 року. Фільм номінувався на премію «Оскар» в категорії «Найкраща робота художника-постановника».

## Сюжет
Головною пристрастю Саллі, що виросла в притулку, завжди був танець. І навіть коли вона заробляла на життя офіціанткою, вона не розлучалася зі своїм захопленням. Одного разу в ресторані вона зустріла прекрасного Блера, і вони закохалися один в одного, але Блер виявився заручений, так що Саллі волею-неволею воліла любові кар'єру. Через декілька років, вона вже виступала на Бродвеї, але ніколи не забувала Блера, зустрічає його знову…

## У ролях
- Мерлін Міллер — Саллі
- Александр Грей — Блер Фарелл
- Джо Е. Браун — великий князь Конні
- Т. Рой Барнс — Отіс Хупер
- Перт Келтон — Розі
- Форд Стерлінг — «Попс» Шендорфф
- Мод Тернер Гордон — місіс Тен Брок
- Е. Дж. Реткліфф — Джон Фарелл
- Джек Даффі — Рой
- Етель Стоун — Люті
- Нора Лейн — Марсі